# Vasil Tanev
Pour les articles homonymes, voir Tanev.
Vasil Tanev (en bulgare : Васил Танев ; 1897–1941) est un homme politique bulgare, un des trois membres du Komintern, arrêtés et jugés pour complicité pour l’incendie du Reichstag en 1933.

## Biographie
Tanev est né à Guevgueliya, dans le vilayet de Salonique, empire ottoman.
Cordonnier de formation, il est membre du comité central du Parti communiste bulgare au moment du procès de l'incendie du Reichstag.
Arrivé à Berlin trois jours seulement avant l'incendie, il est arrêté - avec ses compatriotes Georgi Dimitrov et Blagoi Popov (de) - par la police le 9 mars 1933. Au terme d'une enquête policière, il est inculpé de complicité dans l'incendie du Reichstag, comme ses compagnons, et transféré a la prison de Moabit où il est mis au secret. Les prisonniers doivent endurer les menottes nuit et jour et les conditions de détention sont si dures que Tanev tente de se suicider. Les menottes ne leur sont enlevées qu'au bout de cinq mois, le 31 août. 
Le 18 septembre, il est extrait de Moabit, avec les co-inculpés, et transféré à Leipzig pour y être jugé par le  Tribunal du Reich.
Le 23 décembre, Tanev, Popov, Dimitrov et le député du KPD, Ernst Torgler, sont acquittés. mais maintenus en détention. Les trois Bulgares ne sont libérés que le 27 février 1934, après que l'URSS leur a octroyé la citoyenneté soviétique et réclamé leur expulsion vers son territoire.
Il est tué en 1941 alors qu'il participe à une insurrection contre les forces de l'Axe qui occupent la Grèce.